# Qalischuyan

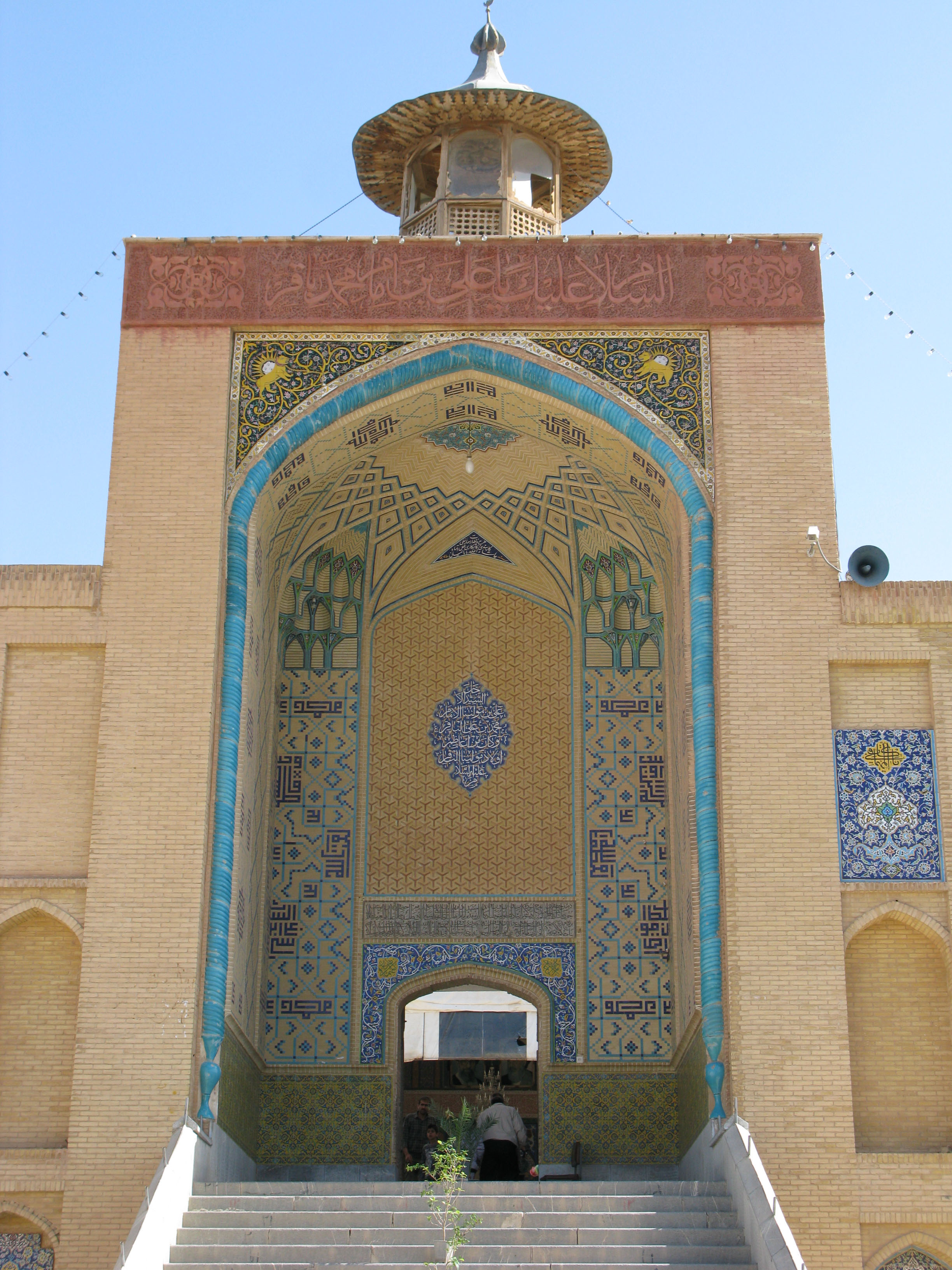
Imamzade Sultan-Ali-Mausoleum

Qalischuyan (persisch قالی‌شویان Ghalischuyan, ‚Teppichwäscher‘) sind zu Ehren des Gedächtnisses an einen Nachfahren des 5. schiitischen Imams Muhammad al-Baqir (681–733) namens Imamzade Sultan Ali praktizierte Bräuche einer Teppichwaschung. Sultan Ali wird von den Menschen in Kaschan und Fin als Heiliger verehrt. Die Zeremonien finden an seinem Schrein in dem Ort Maschhad-e-Ardehal statt. Das für seine Teppiche berühmte Dorf, in dem sich der Schrein befindet, liegt ca. 49 km westlich von Kaschan, Provinz Isfahan, Iran.
Der Legende nach wurde Sultan Ali zu Tode gemartert und sein aufgefundener Leichnam in einem Teppich an einen Bach getragen, wo er von den Leuten aus Fin und Xāve begraben wurde. Heute ist das Sultan-Ali-Mausoleum die Stätte eines Rituals, wo ein Teppich im heiligen Bach von einer versammelten Menge gewaschen wird. Es findet an dem Freitag statt, der dem siebzehnten Tag des Monats Mehr am nächsten liegt, nach dem Sonnenkalender der Landwirte. Am Morgen versammeln sich die Menschen aus Xāve, um Rosenwasser auf den Teppich zu sprenkeln. Nach Abschluss des Rituals der Umwicklung, liefern sie es den Leuten von Fin außerhalb, die den Teppich unter fließendem Wasser spülen und ihn mit sauber geschnittenen und schön dekorierten Holzstöcken mit Rosenwassertropfen besprenkeln. Der Teppich wird dann zum Mausoleum zurückgebracht. Die Menschen aus Kaschan steuern einen Gebetsteppich bei und die Menschen aus Naschalg (Našalg) feiern ihr Ritual am folgenden Freitag. Diese Gemeinden bewahren nicht nur die mündliche Überlieferung des Prozederes, die Tradition wird auch wiederbelebt, indem neue und festlichen Elemente hinzugefügt werden.
Die Rituale stehen seit 2012 auf der UNESCO-Liste des immateriellen Kulturerbes der Menschheit.

## Video
- Qālišuyān rituals of Mašhad-e Ardehāl in Kāšān (Iranian Cultural Heritage, Handicrafts and Tourism Organization)